# Guilherme António Correia
Guilherme António Correia (Sé, Porto, 23 de maio de 1829 — Cedofeita, Porto, 10 de junho de 1890) foi um pintor e professor português, irmão de João António Correia.

## Vida e obra
Guilherme António Correia, filho de António José Correia, negociante do ramo têxtil, e de Tomásia Rosa da Graça e irmão mais novo de João António Correia (1822-1896), nasceu no já desaparecido Largo do Corpo da Guarda, freguesia da Sé, no Porto, a 23 de maio de 1829.
Iniciou a aprendizagem em Desenho e Pintura com o irmão, de quem foi discípulo na Academia Portuense de Belas-Artes, onde cursou Pintura entre 1840 e 1849.
Nesta Escola frequentou a Aula de Anatomia como aluno voluntário (1840-1842) e ordinário (1843), a Aula de Perspectiva como aluno voluntário (1840-1842) e ordinário (1843), a Aula de Pintura Histórica como aluno voluntário (1844) e, ainda, a Aula de Arquitetura como aluno ordinário e voluntário (1848-1849).
Prosseguiu os estudos em Paris, com uma subscrição particular liderada por Joaquim Torcato Álvares Ribeiro (1803-1868), lente e diretor da Academia Politécnica do Porto. Frequentou o ateliê de Adolphe Yvon (1817-1893), mestre que, na apresentação ao "concours des Places", em 1851, certificou que o candidato estava preparado para o concurso de acesso à Escola Nacional de Belas-Artes de Paris. Terá também recebido ensinamentos de Horace Vernet, Célestin Nanteuil, Louis Petitot e Robert-Fleury.
De volta a Portugal, dedicou-se à pintura de retrato e à regência de aulas particulares. Traçou o frontispício do Teatro Baquet (1858-1888), mandado erigir pelo alfaiate António Pereira Baquet. Fez parte do júri da Secção de Belas Artes da Exposição Internacional do Porto de 1865. Foi nomeado Académico de Mérito da Academia Portuense de Belas Artes, em 1867 e, três anos depois, integrou o corpo de docentes do Instituto Industrial do Porto, como lente da 8.ª cadeira - Desenho de Ornato -, tendo apresentado a dissertação "Artes do Desenho".
Guilherme Correia foi um reputado desenhador e litógrafo. Nesta área destacam-se as litografias do retrato do Bispo do Porto, D. Jerónimo José da Costa Rebello, de Santa Margarida de Cortona, sobre um trabalho do pintor Vieira Portuense, e de "Dom João Rei de Portugal", trabalho realizado a partir de um desenho de Miguel Ângelo Lupi (1826-1883), publicado em França em 1866.
Apesar de nunca ter alcançado o mesmo sucesso que o irmão mais velho, o pintor Guilherme Correia, partilhou com ele algum protagonismo no panorama artístico do Porto oitocentista.

Guilherme António Correia faleceu aos 61 anos, no número 22 da Travessa de Cedofeita, na freguesia homónima, no Porto, à 1 hora da madrugada de 10 de junho de 1890. Foi casado com Albina Júlia Buisson, de origem francesa, de quem enviuvou, não tendo deixado filhos. Encontra-se sepultado no Cemitério do Prado do Repouso, na mesma cidade.